# Vétéran (1803)
Pour le film, voir Le Vétéran (film).
Le Vétéran est un navire de guerre français, en service de 1803 à 1833. C'est un vaisseau de ligne, portant 74 canons sur deux ponts-batteries, de la classe Téméraire.

## Une sous-classe spéciale

### Sept ans de construction
Mis sur cale en 1794 à Brest sous le nom de Magnanime, toujours en chantier il est renommé Quatorze Juillet le 7 mai 1798, puis Vétéran à partir du 6 décembre 1802.
Le Vétéran est construit à Brest sous la direction de Pierre Ozanne selon les plans de Jacques-Noël Sané, mais il est un peu plus long que les autres vaisseaux de 74 canons du même ingénieur (173 pieds au lieu de 172, soit 56,2 mètres au lieu de 55,8), pour pouvoir être armé avec des canons de 24 livres en seconde batterie (au lieu de 18 livres, qui nécessitent un peu moins de place).
Avec le Dix-Août (en), il fait partie de la sous-classe Duquesne.

### Armement
- 28 canons de 36 livres dans la première batterie ;
- 30 canons de 24 livres dans la seconde batterie ;
- 16 canons de 8 livres et 6 caronades de 36 livres sur les gaillards.

Masse totale d'une bordée : 1 036 livres de boulets, soit plus qu'un vaisseau de 74 de la classe Téméraire (910 livres), mais moins qu'un 80 canons de la classe Tonnant (1 140 livres).

## Carrière

### Victoire aux Antilles contre les Anglais
Elle participe tout d'abord sous les ordres du contre-amiral Missiessy (il finira sa carrière vice-amiral). L'escadre de Rochefort part composée de trois vaisseaux dont la République française, trois frégates et deux bricks. Elle transporte 3 500 soldats, sous le commandement du général de division Lagrange, une cargaison de 5 000 fusils, 5 milliers de poudre et un train considérable d'artillerie destinés aux colonies françaises.
Les ordres sont de se rendre aux Antilles avec la plus grande diligence, et en attendant l'escadre de Toulon, de ravitailler les colonies de la France et de piller celles du Royaume-Uni. Quatre colonies britanniques, la Dominique, Niévès, Montserrat et Saint-Christophe, sont pillées et désarmées, les navires arraisonnés, des contributions frappées, les troupes ennemies faites prisonnières. La Guadeloupe, la Martinique, Saint-Domingue sont ravitaillées en hommes, vivres et munitions. Le 21 mars 1805, des navires de l'escadre sont envoyés en renfort lors du siège de Santo Domingo, qui permettent de lever le siège.
La campagne est un grand succès mais elle est inutile et meurtrière.

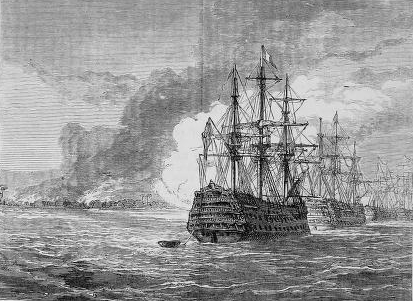
Une escadre française sous le commandement du contre-amiral Missiessy au large de Fort Young, incendié, à Roseau. Parmi les navires se trouvaient. Le Majestueux, 120 canonsː Le Magnanime, 74 canons et L'Infatigable, 44 canons.

### Dans l'Atlantique avecJérôme Bonaparte(1805-1806)
Le 13 décembre 1805, il quitte Brest sous le commandement de Jérôme Bonaparte avec l'escadre du contre-amiral Willaumez, dans le cadre de la campagne de l'Atlantique dont la mission est de s’emparer des convois d’indiamen lors de leur passage à proximité de l’île de Sainte-Hélène.
Ils parviennent à échapper à l'escadre britannique de Duckworth après une longue poursuite, mais Willaumez apprend que les Britanniques viennent de s’emparer du cap de Bonne-Espérance où il comptait s’approvisionner. L'épuisement des vivres le pousse alors à diriger l'escadre vers Bahia. Il atteint ensuite Fort-de-France en juin 1806 mais cette base ne dispose plus d’aucun moyen de réparation alors que les navires sont épuisés. Willaumez ne peut sérieusement envisager de combattre l’escadre de Thomas Cochrane, pourtant inférieure en puissance, qui escorte un important convoi.
Au large des Bahamas, poursuivant un convoi britannique, l'escadre est dispersée par un ouragan. Le Vétéran isolé, Jérôme Bonaparte en profite pour faire route dans un premier temps vers Québec, détruisant quelques navires marchands ennemis et leur escorte. Les consignes du contre-amiral sont, en cas de dispersion de la flotte, de faire route sur le banc de la « Grande sole » au sud de l'Irlande. Le Vétéran arrive sur zone le 23 août 1806. Aucun navire en vue, Jérôme Bonaparte ordonne de mettre cap sur Lorient. Les vents favorables lui permettent de porter toute la toile et de filer bon train, malgré une carène couverte d'algues.

### Concarneau (1806)
Le 26 août, alors que le vent fraîchit du sud-ouest avec grains, quatre navires ennemis sont aperçus. Le Vétéran, poursuivi, se rapproche des Glénan. Les écueils sont proches et la marée baisse, or Concarneau n'est qu'un port de pêche peu profond ; jamais un navire du tonnage du Vétéran ne s'est engagé dans les passes qui mènent au port.
C'est alors que le second, le capitaine de frégate Emmanuel Halgan, entend un matelot-timonier du nom de Jean-Marie Furic qui, ayant pratiqué la pêche en baie de Concarneau, affirme qu'il peut y faire rentrer le Vétéran. Après quelques tergiversations, sous la pression des canons des vaisseaux anglais, Jérôme Bonaparte lui confie la barre. À 9 h 30, après avoir audacieusement serpenté entre les roches affleurantes qui ont fait renoncer les Britanniques, le Vétéran est au mouillage en baie de la Forêt-Fouesnant. Le lendemain, un pilote de Concarneau conduira le navire au plus près de l'entrée du port où il mouillera. En raison de son tirant d'eau important qu'il faut réduire à 19 pieds, toute l'artillerie est déposée à terre par les bateaux de pêche concarnois et la provision d'eau douce est débarquée.
Jean-Marie Furic (1773-1851), le matelot-timonier qui permit au Vétéran de se frayer un chemin jusqu'à Concarneau, est fait Chevalier de la Légion d'honneur le 6 février 1850.

### Embossé devant la ville close
Le 30 août, le Vétéran s'embosse au pied des fortifications de la Ville close, affourché sur deux ancres en patte d'oie, la proue cap au sud-sud-ouest. Le Vétéran restera cinq années à Concarneau, où aux sept cents habitants se mêleront autant de marins désœuvrés, avant de rallier Brest sous le commandement du capitaine Pierre Roch Jurien de La Gravière, où il reste jusqu'à la fin des hostilités.
En janvier 1812, le Vétéran mouille dans la rade de Lorient (Morbihan), toujours sous le commandement de Jurien de La Gravière.
Désarmé en 1833, le Vétéran est démoli en 1842.